# Kobayakawa Hidekane
Mōri Hidekane/ Kobayakawa Hidekane (毛利秀包/小早川秀包?; 1567 – 24 aprile 1601) è stato un samurai giapponese del periodo Sengoku appartenente al clan Mōri.

## Biografia
Mōri Hidekane fu il nono figlio di Mōri Motonari. Sua madre era una concubina di Motonari, Nomi no Ōkata (乃美の方?). Chiamato alla nascita Mototsuna, fu dato in consegna a Ōta Hidetsuna prima di essere adottato dal fratellastro Takakage. Dopo questo evento cambiò il nome in Motofusa. Quando divenne ostaggio di Toyotomi Hideyoshi per diversi anni gli fu concesso di usare il kanji di Hideyoshi e cambiò nuovamente il nome in Hidekane. Sposò una figlia di Ōtomo Sōrin, Maxentia (Katsurahime), e si convertì al cristianesimo con il nome di battesimo Simao Findenao (シマオ・フィンデナオ?, Shimao Findenao).
Dopo la campagna di Sekigahara Hidekane cambiò il cognome tornando al suo originale Mōri per evitare la vergogna causata dal fratellastro Kobayakawa Hideaki. Morì a 35 anni.
Hidekane era noto per la sua abilità d'artiglieria e per il fratello giurato Tachibana Muneshige. Insieme a lui e a altri fedeli ai Toyotomi prese parte all'assedio di Ōtsu.